# 綠色駿威
綠色駿威（Green Birdie、2003年10月3日出生）是澳洲及香港的競賽馬匹，主要勝出的賽事為KrisFlyer國際短途錦標、香港打吡預賽等。

## 競賽生涯

### 澳洲
2006年4月12日在城鎮級大金山馬場兩歲馬賽事中勝出。相隔一個月後在都市馬場勝出。踏入三歲，跑了四場分級賽。其中在二級賽Schillaci錦標只要是於日後在歐洲勝出一級賽的安小姐跑獲亞軍。

### 香港

#### 2006-07年馬季
2007年3月31日綠色駿威在香港出賽，在一班1000米賽事亮相，結果遠遠負於破場地紀錄時間的蓮華生輝蹄下。4月18日在跑馬地馬場以頸位勝出，相隔一個多月後，角逐三級賽沙田銀瓶，焦點雖然放在另外兩匹三歲馬蓮華生輝及無敵神駒下，但仍成為第三熱門。在該賽事中，綠色駿威與心中有理一起後追，追勢不差，結果以一個多馬位之差跑第二而回。

#### 2007-08年馬季
在馬季初期，綠色駿威陷入低潮，雖然先在香港特區行政長官盃跑獲一席季軍，但在國慶盃跑第七，再於其士盃跑第七，然後在國際一級賽香港短途錦標跑第七。
2008年1月24日在香港一級賽香港經典一哩賽上陣，跑獲一席接近的第四而回。2月17日在香港打吡預賽成功展開後勁，以些微優勢擊敗香港一哩經典賽冠軍喜蓮福星奪冠。後來獲角逐香港打吡大賽資格，僅僅追不上喜蓮福星及喜聚寶跑第三而回。4月27日出戰冠軍一哩賽跑第七而回，其後方嘉柏讓牠長期休息。

#### 2008-09年馬季
在季初，練馬師為角色香港一哩錦標作準備，參加兩場途程較短的比賽。由於在兩場短途賽事都有好表現，首先勝出精英碗，然後在香港短途錦標預賽跑第三而回，方嘉柏改變初衷，決定讓馬匹參加香港短途錦標。在12月14日香港短途錦標中，以短距離敗於不受注目的冷門馬創惑。但在出賽董事盃表現平平後，在女皇銀禧紀念盃跑尾二，雖然賽後無異常，但是之後受到傷患困擾，休息一段長時間。

#### 2009-10年馬季

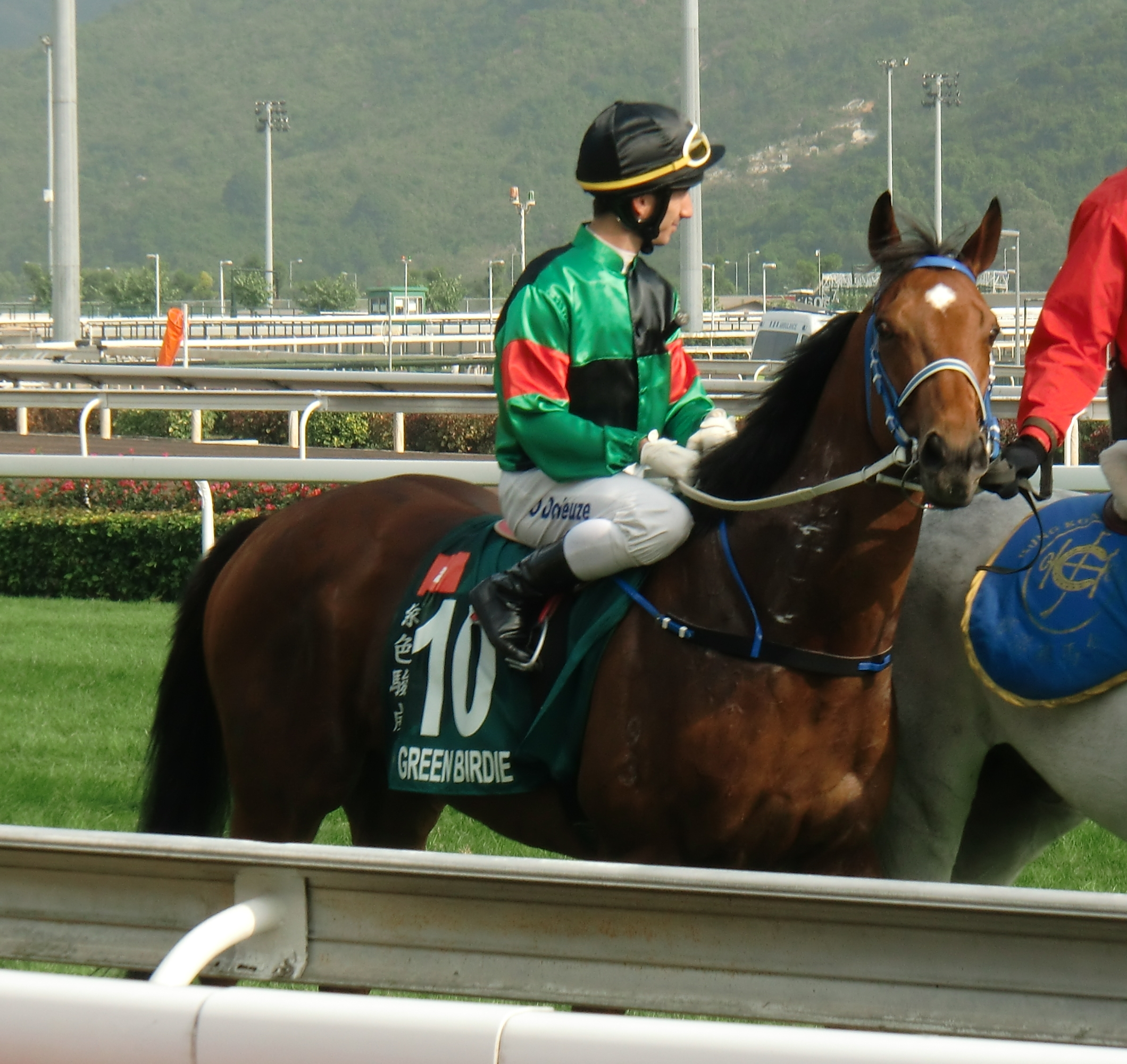
綠色駿威角逐2009年香港短途錦標。

經過一輪調整後，練馬師方嘉柏決定讓綠色駿威直接出戰香港短途錦標，雖然在久久未上陣下而被忽視，但最終跑回一席不錯的第四而回。其後在百週年紀念短途錦標跑第四，然後在主席短途獎只能跑第六。在角逐5月1日的短途錦標前，獲參加新加坡KrisFlyer國際短途錦標的機會。賽事當日柏寶策騎，馬匹後段走勢凌厲，只是以差微差距不敵控制步速一放到底的極奇妙屈居亞軍。
5月16日遠征新加坡克蘭芝馬場，此賽事原定騎師是柏寶，但最終改由普萊西策騎。在賽事中採取跟前的策略。轉直路取得領先優勢，但最後大熱門火箭人發力，結果險勝而回，贏得馬匹首個國際一級賽冠軍。

#### 2010-11年馬季
綠色駿威回港休養，角逐日本人馬錦標以及短途馬錦標，9月2日已啟程前往日本，首先牠角逐9月12日舉行的人馬錦標，日本方面的賠率為次熱門，起步後跟在較前的位置，但是轉彎稍稍墮後，再於直路時一度被困，找到空位後順勢殺上只是以頸位之差負於頭馬屈居亞軍。在短途馬錦標賽事中被日本馬迷捧成大熱門，與人馬錦標一樣，中段收慢步速。可惜在直路發力一般只得第七。
其後直接參與香港短途錦標，由於普萊西在紐西蘭養傷，改由韋達策騎，在直路未能完全展開後上跑法，結果以第十名完成。在百週年紀念盃中，選擇留後，但只能追回前領馬些許位置，以第七名完成。終於在主席短途獎恢復，跑第五而回。之後原定角逐高松宮紀念賽，但因為日本東北大地震以及核輻射擴致，在馬匹擔心下宣佈放棄角逐。在宣佈退出不久後，決定角逐杜拜金莎軒錦標，由於在第三輪報名，馬主要需支付高昂的報名費，結果跑第四而回。其後返回香港，但沒有參與任何賽事，轉運新加坡衛冕KrisFlyer國際短途錦標，在排外檔的影響下，只能以第七名完成。

#### 2011-12年馬季
繼去年的人馬錦標屈居亞軍後，首場賽事是日本阪神競馬場舉行的人馬錦標，在賽事首次配上安國倫，之後將會參與短途馬錦標的賽事。在賽事中，綠色駿威雖然排在第四檔起步，但選擇在較外的位置後上，末段追勢不錯，以第四名完成，不過賽後研究發現綠色駿威在轉彎時影響三匹馬走位，被貶至第十四名，雖然安國倫被罰停賽，但在短途馬錦標仍然繼續信任安國倫，但在賽事中成為了冷門結果只能以第八名完成。返回香港的短途錦標，結果只能跑第十一名。其後在香港申請退役，並繼續在澳洲繼續現役生涯。

## 詳細賽績
| 日期       | 馬場     | 距離     | 級別 | 賽事名稱                | 負重（磅） | 騎師     | 名次/出馬 | 時間      | 頭馬距離 | 冠軍（亞軍）           |
| ---------- | -------- | -------- | ---- | ----------------------- | ---------- | -------- | --------- | --------- | -------- | ---------------------- |
| 12/4/2006  | 大金山   | 草1000   |      | 兩歲雄馬及閹馬處女賽    | 56.5公斤   | 白禮棟   | 1/12      | 57.80     | 3-1/2    | (La Salle)             |
| 29/4/2006  | 考菲爾德 | 草1100   |      | 兩歲馬讓賽              | 58公斤     | 白禮棟   | 3/7       | 1:04.80   | 2-1/2    | Far Horizons           |
| 13/5/2006  | 考菲爾德 | 草1200   |      | 兩歲馬讓賽              | 58公斤     | R McLeod | 1/11      | 1:10.98   | 3        | （Cinque）             |
| 19/8/2006  | 考菲爾德 | 草1100   | L    | 韋恩錦標                | 57.5公斤   | 白禮棟   | 4/14      | 1:04.25   | 4-1/2    | 慶能得勝               |
| 9/9/2006   | 費明頓   | 草1200   | G3   | 丹山錦標                | 55公斤     | 白禮棟   | 4/14      | 1:10.90   | 4-1/2    | The One 後名為永不回望 |
| 14/10/2006 | 考菲爾德 | 草1200   | G2   | Schillaci錦標           | 52公斤     | 薛恩     | 2/9       | 57.41     | 1        | 安小姐                 |
| 4/11/2006  | 費明頓   | 草1200   | G1   | 雅士閣角錦標            | 52公斤     | 麥維凱   | 4/11      | 1:10.53   | 6        | Gold Editon            |
| 31/3/2007  | 沙田     | 草1000   |      | 第一班讓賽              | 126        | 戴勝     | 6/14      | 55.5      | 4-3/4    | 蓮華生輝               |
| 18/4/2007  | 跑馬地   | 草1200   |      | 第一班讓賽              | 121        | 戴勝     | 1/12      | 1:09.5    | 頸位     | （皇帝出巡）           |
| 24/5/2007  | 沙田     | 草1200   | HKG3 | 沙田銀瓶                | 121        | 戴勝     | 3/12      | 1:08.0    | 1-1/4    | 無敵神駒               |
| 24/6/2007  | 沙田     | 草1200   |      | 香港賽馬會社群盃（1班） | 126        | 戴勝     | 4/10      | 1:08.5    | 3-1/2    | 黃鑽石                 |
| 9/9/2007   | 沙田     | 草1200   |      | 特首盃（1班）           | 124        | 戴勝     | 3/11      | 1:08.8    | 1        | 陽光                   |
| 1/10/2007  | 沙田     | 草1400   | HKG3 | 國慶盃                  | 117        | 薄奇能   | 7/12      | 1:20.9    | 1-1/2    | 勁闖                   |
| 15/11/2007 | 沙田     | 草1400   |      | 其士盃（1班）           | 131        | 戴勝     | 8/14      | 1:22.2    | 3        | 陽光                   |
| 9/12/2007  | 沙田     | 草1200   | G1   | 香港短途錦標            | 126        | 戴圖理   | 7/13      | 1:09.4    | 6-1/2    | 蓮華生輝               |
| 20/1/2008  | 沙田     | 草1600   | HKG1 | 香港經典一哩賽          | 126        | 杜利萊   | 4/13      | 1:34.6    | 1-1/2    | 喜蓮福星               |
| 17/2/2008  | 沙田     | 草1800   | HKG2 | 香港打吡預賽            | 126        | 杜利萊   | 1/13      | 1:48.6    | 3/4      | （喜蓮福星）           |
| 16/3/2008  | 沙田     | 草2000   | HKG1 | 香港打吡大賽            | 126        | 杜利萊   | 3/13      | 2:02.0    | 4        | 喜蓮福星               |
| 27/4/2008  | 沙田     | 草1600   | G1   | 冠軍一哩賽              | 126        | 杜利萊   | 7/10      | 1:34.6    | 6-1/2    | 好爸爸                 |
| 26/10/2008 | 沙田     | 草1200   | HKG3 | 精英碗                  | 120        | 杜利萊   | 1/14      | 1:08.81   | 1-1/4    | （紙醉金迷）           |
| 23/11/2008 | 沙田     | 草1200   | HKG2 | 香港短途錦標預賽        | 123        | 杜利萊   | 3/12      | 1:08.25   | 頸位     | 安畋                   |
| 14/12/2008 | 沙田     | 草1200   | G1   | 香港短途錦標            | 126        | 杜利萊   | 2/12      | 1:08.75   | 頸位     | 創惑                   |
| 24/1/2009  | 沙田     | 草1600   | HKG1 | 董事盃                  | 126        | 杜利萊   | 7/12      | 1:34.13   | 5-1/4    | 好爸爸                 |
| 22/2/2009  | 沙田     | 草1200   | HKG1 | 主席短途獎              | 126        | 蘇銘倫   | 6/10      | 1:09.94   | 2-3/4    | 點心                   |
| 15/3/2009  | 沙田     | 草1400   | HKG1 | 女皇銀禧紀念盃          | 126        | 馬偉昌   | 12/13     | 1:22.19   | 7-1/2    | 再領風騷               |
| 13/12/2009 | 沙田     | 草1200   | G1   | 香港短途錦標            | 126        | 杜利萊   | 4/14      | 1:09.42   | 1-1/2    | 蓮華生輝               |
| 31/1/2010  | 沙田     | 草1000   | HKG1 | 百週年紀念短途錦標      | 126        | 杜利萊   | 4/9       | 55.86     | 3        | 蓮華生輝               |
| 21/2/2010  | 沙田     | 草1200   | HKG1 | 主席短途獎              | 126        | 杜利萊   | 6/9       | 1:09.68   | 2-3/4    | 蓮華生輝               |
| 1/5/2010   | 沙田     | 草1200   | HKG2 | 短途錦標                | 123        | 柏寶     | 2/8       | 1:09.90   | 短馬頭   | 極奇妙                 |
| 16/5/2010  | 克蘭芝   | 草1200   | G1   | KrisFlyer國際短途錦標   | 57公斤     | 普萊西   | 1/10      | 1:09.96   | 頸位     | （火箭人）             |
| 12/9/2010  | 阪神     | 草1200   | GII  | 人馬錦標                | 59公斤     | 普萊西   | 2/15      | 1:08.0    | 頸位     | 衝鋒駿驥               |
| 3/10/2010  | 中山     | 草1200   | GI   | 短途馬錦標              | 57公斤     | 普萊西   | 7/16      | 1:08.4    | 2-1/4    | 極奇妙                 |
| 12/12/2010 | 沙田     | 草1200   | G1   | 香港短途錦標            | 126        | 韋達     | 10/14     | 1:09.38   | 3-1/2    | 卡通飛機               |
| 16/1/2011  | 沙田     | 草1000   | HKG1 | 百週年紀念短途盃        | 126        | 巫斯義   | 7/8       | 56.97     | 2-3/4    | 蓮華生輝               |
| 5/2/2011   | 沙田     | 草1200   | HKG1 | 主席短途獎              | 126        | 巫斯義   | 5/12      | 1:08.99   | 1-1/2    | 點心                   |
| 26/3/2011  | 美丹     | 膠沙1200 | G1   | 杜拜金莎軒錦標          | 126        | 柏寶     | 4/9       | (1:11.28) | 2.75     | 火箭人                 |
| 22/5/2010  | 克蘭芝   | 草1200   | G1   | KrisFlyer國際短途錦標   | 57公斤     | 柏寶     | 7/10      | 1:10.13   | 6-1/4    | 火箭人                 |
| 11/9/2011  | 阪神     | 草1200   | GII  | 人馬錦標                | 58公斤     | 安國倫   | 14*/15    | 1:08.7    | 頸位     | 榮進女神               |
| 2/10/2011  | 中山     | 草1200   | GI   | 短途馬錦標              | 57公斤     | 安國倫   | 8/15      | 1:08.0    | 4        | 真機靈                 |
| 11/12/2011 | 沙田     | 草1200   | G1   | 香港短途錦標            | 126        | 安國倫   | 11/14     | 1:09.81   | 5-1/4    | 天久                   |

*原以第四名完成，但被貶至第十四名。

## 血統背景
父系Catbird是一匹1996年出生的澳洲馬，在澳洲出賽14次取得5勝，其中包括一級賽金拖鞋大賽，2000年投入配種工作。母系Mrs Squillionaire是1996年出生的澳洲馬，出自Last Tycoon，曾在紐西蘭勝出1400米賽事，綠色駿威是牠的第三胎，此外綠色駿威的外祖母近親有不少是分級賽冠軍馬匹。

## 外部連結
- 香港賽馬會 （页面存档备份，存于） 賽績易
- 血統表 （页面存档备份，存于）